# Chamaecrista machaeriifolia
Chamaecrista machaeriifolia es una especie de planta fanerógama perteneciente a la familia Fabaceae y originaria de Brasil.

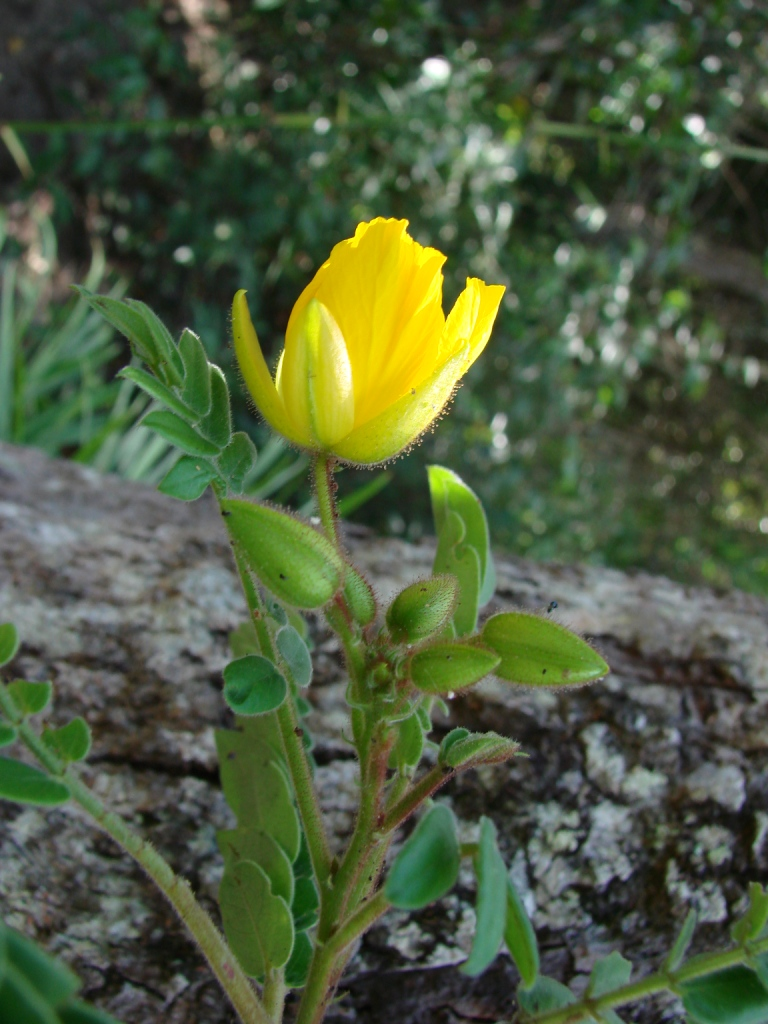
Vista de la planta con flores

## Taxonomía
Chamaecrista machaeriifolia fue descrito por (Benth.) H.S.Irwin & Barneby y publicado en Memoirs of The New York Botanical Garden 35: 649. 1982.
Etimología
Chamaecrista: nombre genérico que deriva de las palabras griegas: chama = "bajo, enano" y crista = "cresta".
machaeriifolia: epíteto latino que significa "con las hojas de Machaerium"
Sinonimia
- Cassia machaeriifolia Benth.
- Cassia malacotricha Harms[4]